# Stepan Simonian
Stepan Simonian (* 16. August 1981 in Moskau, Sowjetunion) ist ein deutscher Konzertpianist.

## Werdegang
Simonian begann im Alter von fünf Jahren mit dem Klavierspielen. Im Alter von 12 Jahren gab er sein Konzertdebüt mit dem Moscow Chamber Orchestra. Im Schulalter gewann er  mehrere Preise. Im Jahr 2000 begann er ein Klavier-Studium am Moskauer Konservatorium bei Pavel Nersessian. Nach dem Studienabschluss in Russland setzte er 2004 sein Studium an der Hochschule für Musik und Theater Hamburg bei Yevgeny Korolyov fort. Seit 2009 ist Stepan Simonian ordentlicher Professor an der Hochschule für Musik und Theater Hamburg, wo er sowohl im Fach Klavier als auch im Fach Kammermusik lehrt.

## Preise und Auszeichnungen
In den USA gewann er 2005 einen ersten Preis bei der Virginia Waring International Piano Competition und einen dritten Preis bei der José Iturbi International Piano Competition 2008. 2009 bekam er den Berenberg Kulturpreis in Hamburg für seine kammermusikalischen Leistungen verliehen. 2010 gewann er die Silbermedaille beim Internationalen Johann Sebastian Bach Wettbewerb in Leipzig. 2014 erlangte er den 3. Preis beim Internationalen Aram Khachaturian Wettbewerb in Jerewan.

## Konzerttätigkeit
Simonian war Gastkünstler auf dem Bachfest Leipzig, dem Internationalen Klavier-Festival La Roque d’Anthéron in Frankreich, dem Moseler Musikfestival, der ProArte Konzertreihe in Hamburg, Pro Musica in Hamburg, in der Alten Oper in Frankfurt am Main, dem Großen Sendesaal in Hannover, der Laeiszhalle in Hamburg und dem Prinzregententheater in München. Außerdem spielte er  in der Carnegie Hall in New York, der Duke’s Hall of the Royal Academy in London, im Palau de la Musica in Valencia und im Mariinsky Theater St. Petersburg.
Als Solist war er  mit dem Bach-Collegium Stuttgart unter Helmuth Rilling, den Hamburger Symphonikern unter David Porcelijn, der Sinfonia Varsovia unter Arie van Beek, I Pomeriggi Musicali in Mailand, dem Moscow Chamber Orchestra und dem Mendelssohn Kammerorchester in Leipzig zu hören.
Stepan Simonians Konzertauftritte wurden in  Rundfunkproduktionen von ARD, MDR, NDR, SWR, HR, BR, Deutschlandradio Kultur und Radio France übertragen.
Seine Debüt-CD mit der Gesamtaufnahme von J.S. Bachs Klavier Toccaten (GENUIN) erhielt von der internationalen Musikkritik  Lob.

## Diskographie
- Khachaturian Konzert-Edition Vol. 1 (2018). Werke von Aram Khachaturian. Mit Stepan Simonian, dem Staatsorchester Rheinische Philharmonie und Daniel Raiskin.

- Niklas Schmidt (Violoncello) und Stepan Simonian (Klavier) (2017). Werke von Ignaz Moscheles und Johann Christoph Friedrich Bach.

- Johann Sebastian Bach: Toccatas for Piano. BWV 910-916 (2012). Stepan Simonian, Klavier.